# باشگاه ورزشی ریور پلاته (مونته‌ویدئو)
باشگاه ورزشی ریورپلاته (انگلیسی: Club Atlético River Plate) یک باشگاه فوتبال واقع در مونته‌ویدئو است که در لیگ دسته اول فوتبال اروگوئه، بالاترین سطح فوتبال این کشور، فعالیت دارد.